# Судак (подводная лодка)
«Судак» — российская подводная лодка начала XX века, шестой корабль проекта Holland-VIIR (тип «Сом»).

## Постройка
В 1907 году, после окончания строительства серии подводных лодок типа «Сом», на Невском судомеханическом заводе в Санкт-Петербурге по инициативе руководства была заложена ещё одна подводная лодка того же проекта. 4 июня 1907 года по решению Морского Технического комитета уже спущенная к тому времени на воду лодка была куплена у завода. Осенью её по железной дороге перевезли из Санкт-Петербурга в Севастополь, после прохождения испытаний лодка до конца года вошла в состав Черноморского флота под именем «Судак».

## Служба
Числилась в отряде подводного плавания Черноморского флота. 30 сентября 1909 года передана дивизиону подводных лодок ЧФ. В 1910 году приняла участие во флотских маневрах. В 1912 году использовалась для обучения лётчиков обнаружению подводных лодок. Находилась в надводном положении, легко обнаруживалась и опознавалась. В 1912—1913 годах прошла капитальный ремонт. В июне 1913 года во время тренировочного выхода села на риф в Казачьей бухте. Снята с рифа при помощи миноносца, вернулась на базу своим ходом.
На 19 июля 1914 года находилась в боевом строю, базировалась на Балаклаву.
Во время Первой мировой войны участвовала в боевых действиях, несла дозорную службу на подступах к Севастополю, охраняя рейд и обеспечивая безопасность эскадры надводных кораблей. Участвовала в спасении экипажа минного заградителя «Прут», обеспечивала подготовку офицеров в качестве учебного корабля.
26 октября 1917 года вошла в состав Черноморского Центрофлота, в феврале сдана к порту на хранение. 1 мая 1918 года захвачена германскими войсками, 24 ноября 1918 года захвачена англо-французскими интервентами.
26 апреля 1919 года затоплена по приказу английского командования.
Летом 1932 года обнаружена водолазами ЭПРОНа на глубине 57 метров, рядом с подводными лодками «Судак» и «Налим». Поднята в целях тренировки и испытания оборудования. Поставлена к берегу в Балаклавской бухте, в годы Великой Отечественной войны затонула. В 1975 году поднята и разделана на металл в Инкермане.

## Командиры
- 1907: Тимофей Леонидович Рааб-Тилен
- 1909[1]—1910: М. А. Китицын
- 1912—1915: Н. А. Зарубин
- 1915: В. В. Фон Вилькен 3-й
- 1915—1918: М. С. Комаров (с перерывами)